# Библия и хомосексуалност
Библията описва сексуални практики, които биха могли да се нарекат „хомосексуални“ в съвременен контекст, но оригиналните текстове не ги определят по този начин, тъй като понятията хомосексуалност и сексуална ориентация се появяват и налагат в края на 19-и и началото на 20 век. С тяхната поява се оформят и новите концепции за тези явления като психични феномени. Въпреки това представители на различни християнски деноминации интерпретират библейските текстове като заклеймяващи тези феномени или свързаното с тях поведение. В контекста на социалните промени през 20-и и 21 век, засягащи положението на ЛГБТ хората, интерпретациите и оценките на библейските текстове, касаещи еднополовата интимност, се превръщат в обект на дебати. Този процес оказва влияние върху това как хомосексуалността и еднополовият секс са възприемани в обществата, където християнството има голямо влияние.
Най-популярните библейски текстове, цитирани като коментиращи еднополовата интимност, са част от старозаветната книга Левит, разказът за Содом и Гомор в Битие, както и някои новозаветни текстове от апостол Павел. Според множество традиционни религиозни интерпретации тези текстове заклеймяват хомосексуалността и в частност еднополовото сексуално поведение. Други, по-нови интерпретации – религиозни и академични, – оспорват този възглед, подчертавайки, че историческият контекст, в който текстовете са възникнали, предполага друг прочит, или че редките или необичайни думи, използвани в тези пасажи, не могат да се свързват с хомосексуалността.

## Еврейската Библия

### Содом и Гомор
Централна роля в позициите на юдаизма и християнството относно хомосексуалността заема разказът за Содом и Гомор – два града, унищожени от Бог, чиято история е предадена в глави от 18 до 20 от книгата Битие и конкретно 19:1 – 5:
| „ | И дойдоха двамата Ангели в Содом вечерта, когато Лот седеше при Содомските порти. Като ги видя Лот, стана да ги посрещне, поклони се с лице доземи и рече: господари мои! отбийте се в дома на вашия раб, пренощувайте и умийте нозете си и, като станете утре заран, ще продължите пътя си. Но те отговориха: не, ние ще нощуваме на улицата. Но той настойно ги придумваше; и те тръгнаха след него и дойдоха у дома му. Той ги нагости и им опече пресни пити, и те ядоха. Още не бяха легнали да спят, и градските жители, содомци, млади и стари, целият народ от всички краища на града, заобиколиха къщата, извикаха Лота и му думаха: де са човеците, които дойдоха при тебе да нощуват? Изведи ни ги да ги познаем.[Битие 19:1 – 5] | “ |

Историята за унищожението на Содом и Гомор не посочва експлицитно еднополовата интимност като греха, заради който двата града са били изпепелени. Повечето академични интерпретации на текста разчитат историята в контекста на насилствения акт на групово изнасилване, подобно на Съдии 19,[Съдии Израилеви 19:1 – 30] отколкото в контекста на това, че актът е спрямо мъже.
Другаде в Стария завет грехът на Содом и Гомор се посочва в понятието на общ упадъчен морал и враждебност към чужденците:
| „ | Ето, в какво се състоеше беззаконието на сестра ти Содома и на дъщерите ѝ: в гордост, пресищане, празност, и тя не подкрепяше ръката на сиромах и нужделив. И възгордяха се те и вършиха гнусотии пред Моето лице, и, като видях това, Аз ги отхвърлих.[Иезек. 16:49 – 50] | “ |

Вавилонският Талмуд също интерпретира греха на Содом като липса на милосърдие, а опитът за изнасилване на ангелите се разбира като нарушение на предписанието за гостоприемство. Различни изследователи подчертават този прочит с думите на Иисус, предадени от Матей[Мат. 10:14 – 15] и Лука[Лук. 10:10 – 12]:
| „ | Ако някой не ви приеме и не послуша думите ви, като излизате от къщата или от оня град, отърсете праха от нозете си. Истина ви казвам: по-леко ще бъде на земята Содомска и Гоморска в съдния ден, отколкото на оня град.[Мат. 10:14 – 15] | “ |

Според изследователя Джон Босуел прочитите на Битие 19 като заклеймяващи хомосексуалността са относително съвременни. Според библейските изследователи не може да се говори за проповядване или забрана на хомосексуалността в старозаветните текстове от преди Вавилонския плен, който, според библейската хронология, се случва около 1500 г. след Авраам и събитията описани в Битие 19. По-късни традиции в интерпретирането на Содомския грях, като Заветът на Вениамин, част от апокрифа Заветите на дванадесетте патриарси (2 век), гледат на този грях като на забранена форма на хетеросексуално проникване.
Академичната литература поставя ударение върху особената роля на гостоприемството спрямо чужденци в древното средиземноморие – във време, когато е липсвала услугата на публично настаняване, приютяването на чужденци и грижата за тяхното добруване под опеката на стопанина (включително закрилата им) са имали императивен характер. Този императив е толкова силен и важен, че персонажът на Лот в разказа предлага собствените си дъщери, „непознали мъж“, за да избегне насилието над „чужденците“ – предрешените като хора ангели:
| „ | Лот излезе при тях до входа, заключи вратата подире си, и рече (им): братя мои, не правете зло; ето, имам две дъщери, които още мъж не са познали; по-добре тях да изведа при вас, и правете с тях, каквото искате, само на тия човеци не правете нищо, понеже са дошли под покрива на къщата ми.[Битие 19:6 – 8] | “ |

Въпреки това съвременната православна, католическа и други християнски богословски традиции и институции интерпретират разказа за Содом и Гомор като разказ за божие наказание за хомосексуалността.
Интерпретация на греха на двата града като „противоестествен“ се появява и в българския превод на Новия завет от 1940 г., Иуда 1:7, където се казва, че жителите на двата града „се предадоха на блудство и изпадваха в противоестествени пороци“. В новия Синодален превод от 1992 г. обаче καὶ ἀπελθοῦσαι ὀπίσω σαρκὸς ἑτέρας е преведено по-точно като „и налитаха на друга [чужда] плът“.[Иуд. 1:7]
Българската православна църква и богословска традиция недвусмислено обвързват разказа за Содом и Гомор с хомосексуалността, определяйки я като „содомски грях“ и „мерзост на запустението“, където последното реферира към разбирането за еднополовата интимност като езическо идолопоклонничество (вж. следващия раздел).

### Свещеният кодекс на Левит
Главите от 17-а до 26-а на старозаветната книга Левит често биват наричани Свещен кодекс от библейските изследователи, или Закон за спазване на светостта. Макар еврейските и християнски деноминации да не отличават тези глави от останалата част на Левит, библейските изследователи забелязват, че те са стилистично отличаващи се и вероятно с друг произход, различен от този на останалата част от книгата (вж. Документална хипотеза). Законът за спазване на светостта дава 613 обредни предписания за ритуална чистота.
Два текста от Закона за светостта в Левит споменават еднополовата интимност, при това описателно:
- Не лягай с мъж като с жена: това е мръсотия.[Левит 18:22]
- Ако някой легне с мъж като с жена, и двамата са извършили мръсотия: да бъдат умъртвени, кръвта им е върху тях.[Левит 20:13]

Двата текста традиционно са интерпретирани от евреи и християни като ясна забрана за еднополов сексуален контакт. Тази интерпретация е оспорвана както от богословска, така и от академична перспектива.
Нов завет :  1-во Послание на Св.ап Павел до Коринтяните  Гл.5 (1-13) ,
Послание до Римляни: Гл.1 (21-27)
1-во Послание до Тимотея : Гл.1 (8-11)

## Класическо традиране
Традиционната позиция на християнската църква по отношение на хомосексуалността е, че тази сексуална ориентация „е грях, който води към вечна погибел, ако не бъде изповядан и изкоренен“. В повечето случаи тази теза се основава на цитати от Библията, които от страна на официалните религиозни институции най-често се интерпретират като заклеймяващи хомосексуалността.
Според вярващите Библията е боговдъхновена (особено въздействие на Свети Дух върху авторите на свещения текст, т.е. тя е форма на Божие слово) и е писмено свидетелство на връзката между Господ Бог и човечеството или дадена конкретна нация. Някои християни разглеждат Библията като допускаща грешки, тъй като макар да е вдъхновена свише, е възможно да страда от недостатъци, като записването ѝ, цензурирането, преводите и подборът от страна на хората, които са подбирали устните традиции. Консервативното християнство разглежда оригиналният текст на Библията като непогрешим, въпреки различните версии на преводи, интерпретации, добавки и пропуски; като точно Божие слово. Други християни, както и нехристияни, разглеждат записаното в Библията като митология, чисто символичен и дидактически фолклор, който съдържа актуален или остарял морал. Източното православие разглежда Библията като извор на апостолическата традиция, завещан ни от самите апостоли, които лично са познавали Иисус.

## Тематиката в библейските текстове
Разбиранията на много интерпретатори на Библията са обобщени от Дейвид Хилборн (2002, стр. 1), според когото „трябва да се разбере, че директните отпратки към хомосексуални действия в Библията са сравнително малко. Все пак тези по-категорични текстове принадлежат към много по-широкият Библейски дискурс относно сътворението, любовта, светостта и човешките взаимоотношения – теми, отправящи към сърцето на плановете на Господ за човечеството.“ В добавка, в самите християнски групи, като католицизма, тези пасажи са интерпретирани в светлината на други приети открити източници, като откровенията на светците-мистици, които често съдържат по-изрични и детайлизирани описания, изясняващи въпроса (напр. виденията на Хилдегард Бингенска в Scivias). Протестантските деноминации обикновено не използват подобни източници.
Интерпретациите на тези пасажи, както и мястото им в разбирането на религията за смисъла на Божия план за човечеството имат много общо с отношението на юдаизма към хомосексуалността, отношението на християнството и отношението на исляма. Въпреки това според някои причината, традицията и опита също са важни елементи от интерпретацията на библейските текстове (вж. напр. Ричард Хукър). Има и съмнения относно това доколко тези пасажи не се отнасят до други форми на еднополово поведение (мотивирани от езически ритуали, инцидентни сексуални контакти, педерастия и еднополово изнасилване, например).